# خلیج فارس (فیلم مستند)
فیلم مستند خلیج فارس یا فیلم مستند اسناد نام خلیج فارس فیلمی از اُرُد عطارپور است که برای نخستین بار روز ملی خلیج فارس در سال ۱۳۹۰ از شبکه یک سیمای جمهوری اسلامی ایران پخش شد.

## موضوع
در این فیلم اسناد مکتوب، صوتی و تصویری جالبی از کشورهای مختلف عربی مخاطب را جذب می‌کند. فیلم ابتدا با مهم‌ترین سخنرانی جمال عبدالناصر رئیس‌جمهور پیشین مصر شروع می‌شود که در روز ملی شدن کانال سوئز در اجتماع میلیونی و در حضور سفرای کشورهای عربی و غربی، جملهٔ از اقیانوس اطلس تا خلیج فارس وطن عربی است را با صدای بلند تکرار کرد و مورد تشویق ممتد حضار قرار گرفت.
فیلم یک مصور کاملاً آکادمیک و یک مقاله و مستند پژوهشی سینمایی است با اسناد و ساختمانی حرفه‌ای.
فیلم و تصاویر مستند با این جمله و با گویندگی ارد عطارپور شروع می‌شود:
۲۶ ژوئیهٔ ۱۹۵۶، تا چند لحظهٔ دیگر سرهنگ جمال عبدالناصر نطق تاریخی خود را ایراد و کانال سوئز را ملی اعلام می‌کند. او در بخشی از سخنانش چنین می‌گوید: «استعمار، اسرائیل را ایجاد کرد تا بر ما تسلط یابد. ما خطر را احساس می‌کنیم و از قومیت عربی مان دفاع می‌کنیم و تلاش می‌کنیم تا هویت‌مان را از اقیانوس اطلس تا خلیج فارس حفظ کنیم…»
تنها چند سال بعد برخی از کشورهای عرب خلیج فارس را با این نام مورد تردید قرار دادند: خلیج عربی….. این فیلم روایتی است از همین ماجرا…"

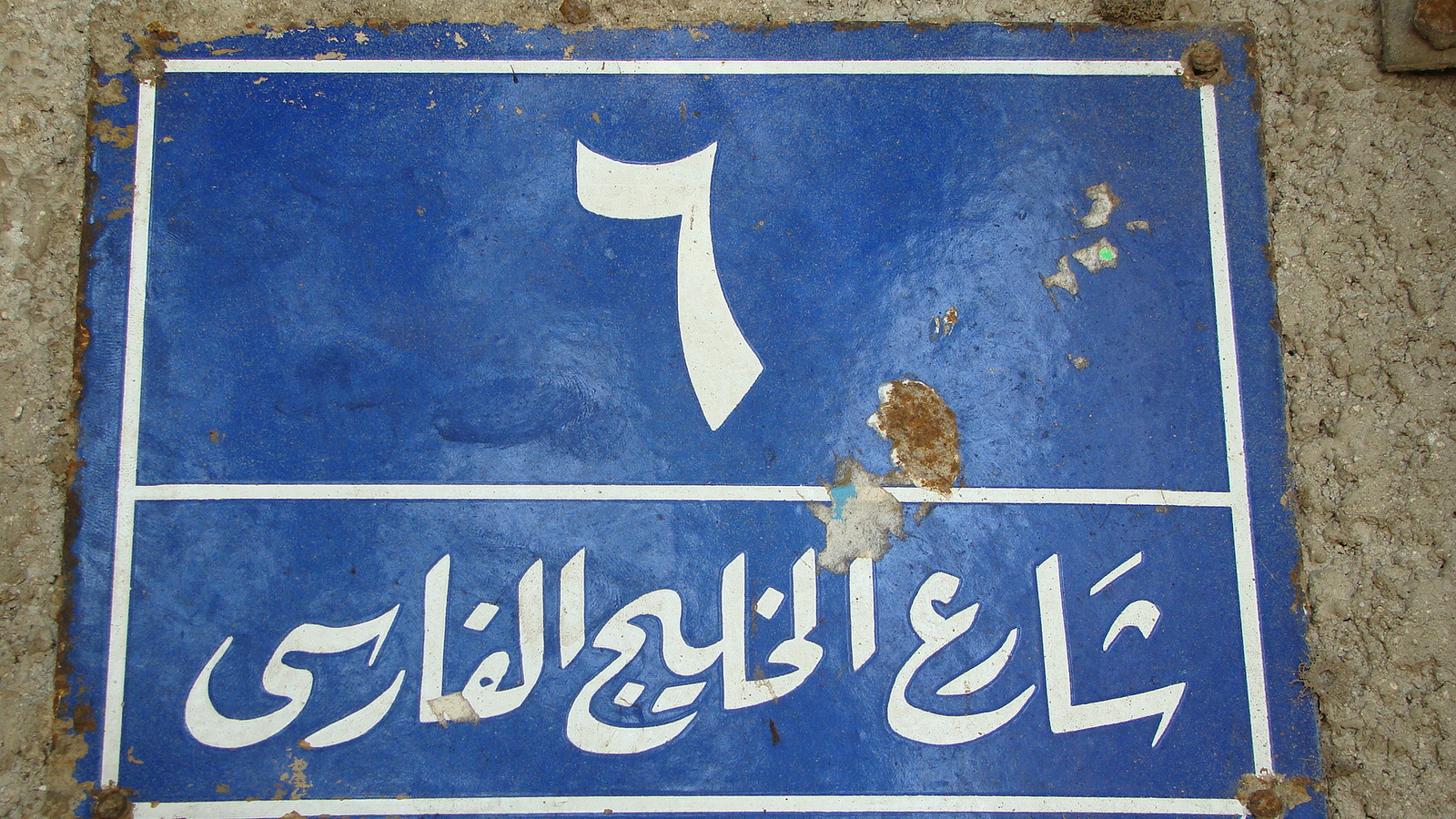
خیابان خلیج فارس در قاهره

خیابان مصدق در قاهره

تابلوی خیابان ایران و میدان تهران در قاهره

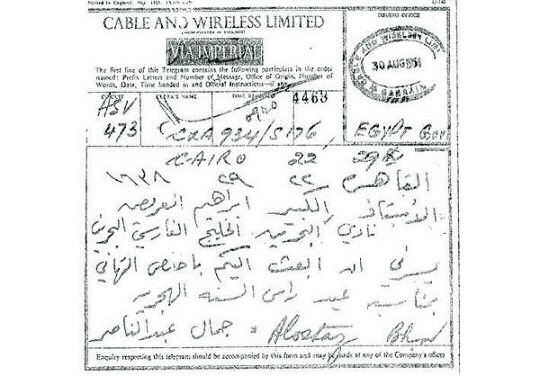
یک مدرک تاریخی ارائه شده توسط رسانه‌های عراقی و روزنامهٔ الخلیج امارات ۱۹۹۹ که استفاده از عبارت خلیج فارس را در تلگراف ارسالی جمال عبدالناصر قبل از شروع سیاست‌های پان عربی او در یک نامهٔ رسمی به دولت بحرین نشان می‌دهد.

## بریده فیلم‌هایی از سخنرانی‌های رهبران عربی
در سراسر فیلم خلیج فارس، به همراه اسناد سمعی (صدای رهبران عربی) بر اسناد بصری (نقشه‌ها و اسناد) نیز تکیه شده است. فراهم آوردن این تکه فیلم‌های قدیمی و صداهای اصلی عبدالناصر، و صدام حسین و رهبران عربی دیگر نقطه قوت و جذابی برای فیلم است. سازنده از طریق گفتگو با استادان فن همچون پیروز مجتهدزاده و محمدعجم و مطالعهٔ پژوهش‌های آکادمیک توانسته است فیلمی با مستندات محکم و جذاب ارائه نماید.
اطلاع‌رسانی عطارپور در خلیج فارس مبنی بر اطلاعات مستقیم است. در حقیقت یک متن پژوهشی متقن تصاویر و مدارک بصری‌اش را قدم به قدم شکل می‌دهد.
در خلیج فارس در مسیر همان اهداف اصلی فیلم، اُرد به خیابانی در قاهره می‌رود که نام خلیج فارس بر تابلویی کهنه حک شده و اتفاقاً در بالای تابلو با تحریف نام خلیج فارس نام تازه‌تر خلیج عربی در تابلویی جدید بر دیوار کوبیده شده است و این دو کنار هم، چون یک سند بسیار اثرگذار توجه ما را به خود جلب می‌کنند. در این مستند از کارشناسان خبرهٔ متخصص حوزهٔ عربی به‌عنوان مشاور بهره برده است

## نقد
فیلم در جلسات مختلف نقد و بررسی شده است.

## جوایز
مستند خلیج فارس در پنجمین جشنواره بین‌المللی سینما حقیقت در بخش مستند تاریخی به نمایش درآمد و توانست جایزهٔ بهترین فیلم مستند و پژوهش را به خود اختصاص دهد.